# Gravhögarna i Ljungdalen
Gravhögarna i Ljungdalen är fornlämningar som är belägna i Storsjö socken i Bergs kommun och i Härjedalen. Gravhögarna är troligen anlagda under yngre järnåldern (400–1050 e.Kr.), och ligger mittemot Ljungdalens gammelgård. 
Det finns gropar i mitten av högarna som förmodligen är spår av plundringsgrävningar. De tydliga kantrännorna runt högarna är ett typiskt drag för järnåldersgravhögarna i västra Härjedalen. Någon arkeologisk undersökning har inte gjorts. Vanligen brändes den döda människan på ett bål tillsammans med personliga tillhörigheter. Det var ofta redskap av järn och horn, ibland med vapen eller smycken och kanske även husdjur. Över det utbrunna bålet byggde man sedan upp en gravhög av sten och jord.
Gravarna placerades ofta intill gårdarna. I närheten av denna plats kan alltså en järnåldersgård ha legat. Förutom de gravar som ligger nere i byn, finns även fler på högre nivåer. På Torkilsstötens östsluttning, i nuvarande trädgränsen, ligger en grav och på Skärvagsvallen i Skärkdalen finns ytterligare två gravhögar. De senare ligger på en fäbodvall. Uppdelningen i dallägen och trädgränslägen kan antyda att man redan under järnåldern haft säsongsvisa flyttningar, till exempel i samband med fäboddrift, betesgång och fodertäkt.

## Beskrivningen
Skylt och beskrivning är uppsatt av Jämtlands Läns Museum och Länsstyrelsen i Jämtlands län.

## Galleri

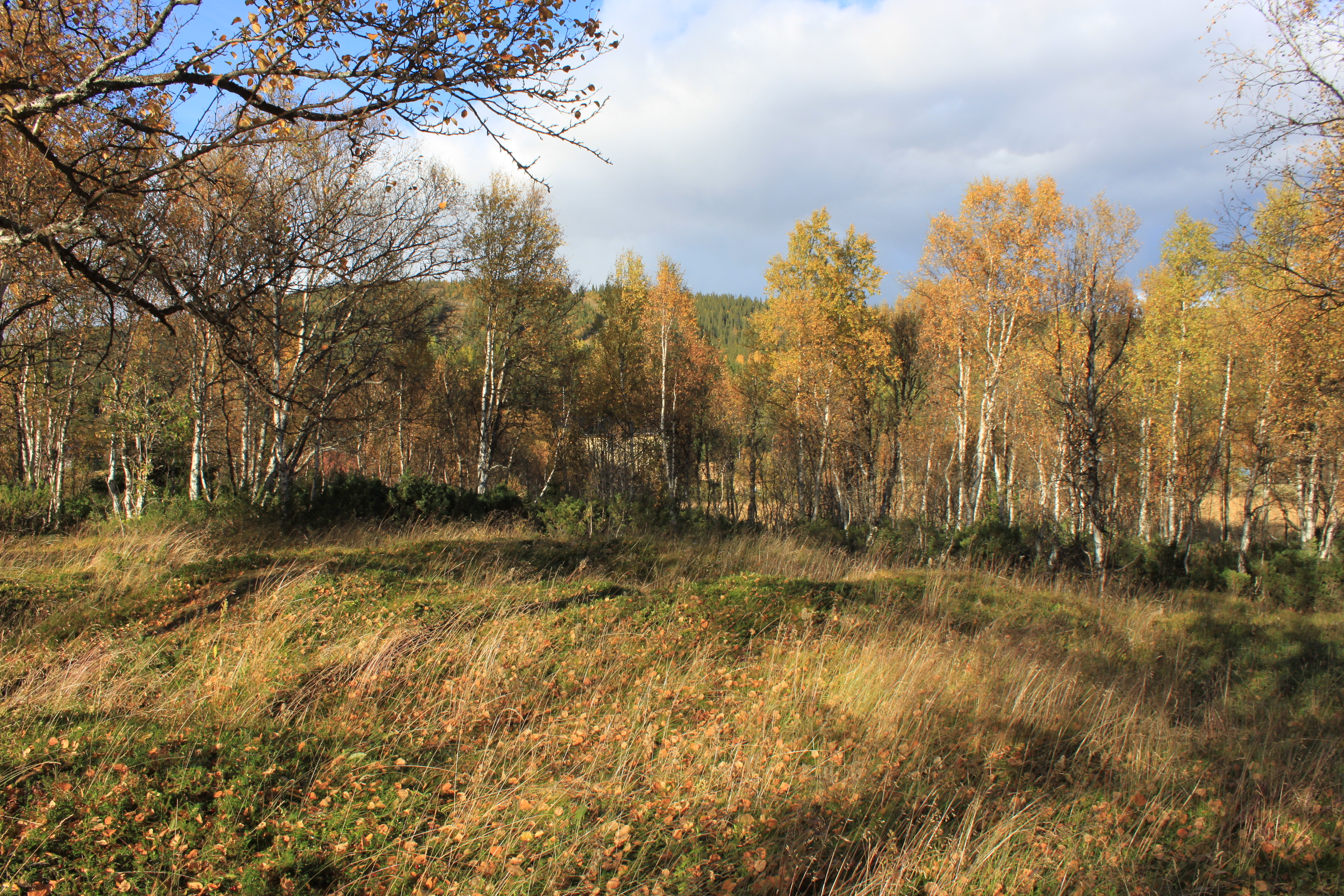
Hög RAÄ-nr 74:2
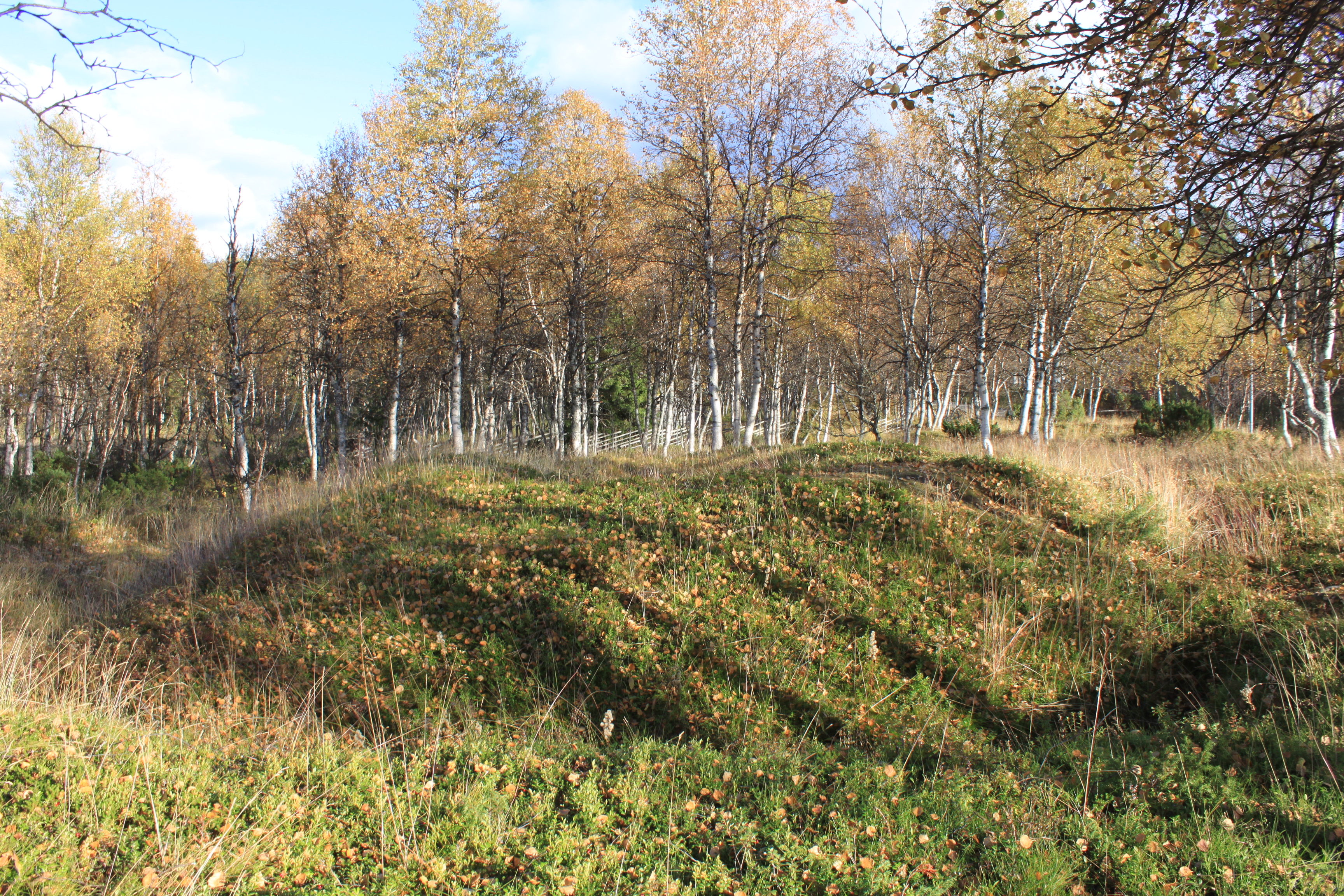
Hög RAÄ-nr 74:2
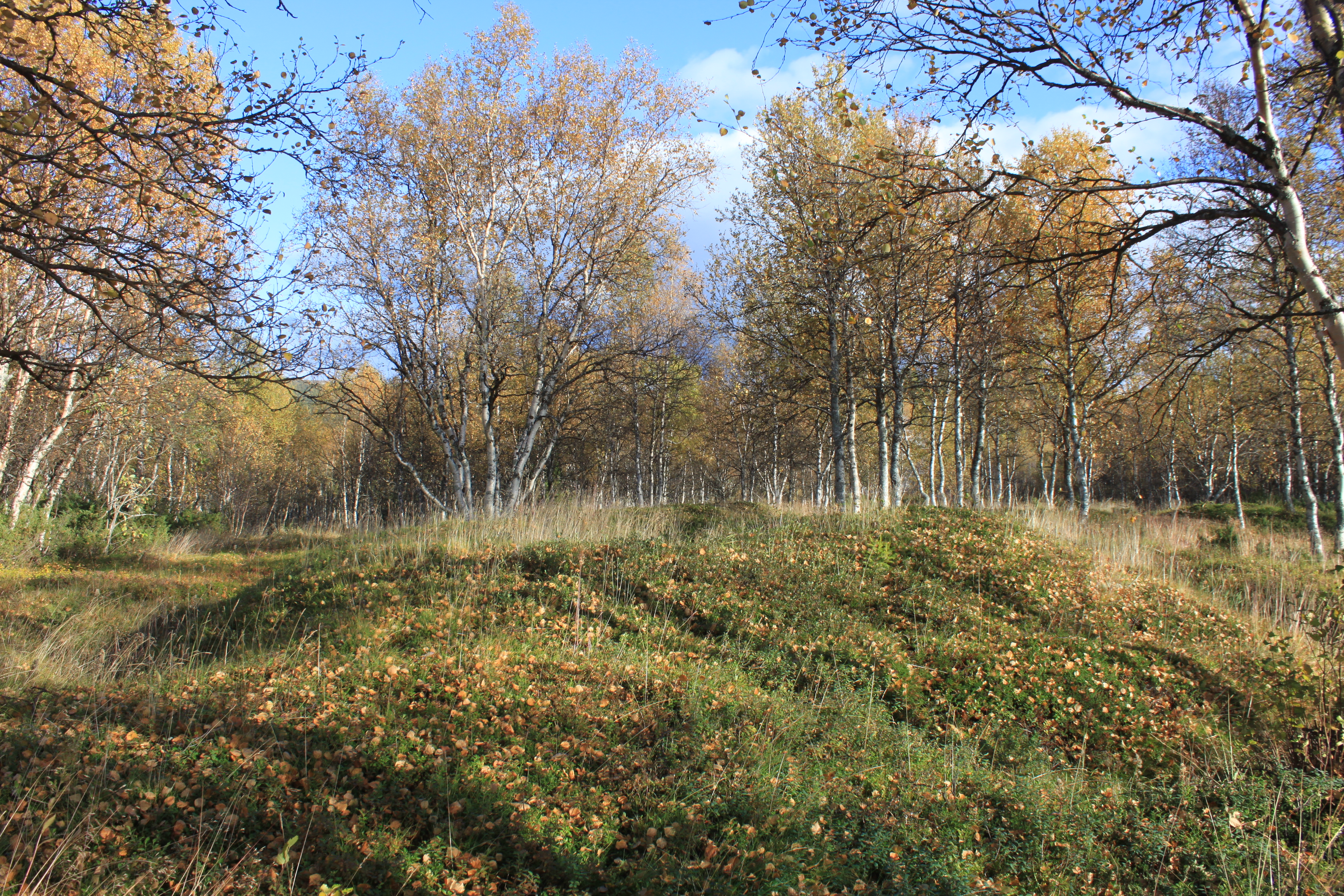
Hög RAÄ-nr 74:1